# FANTA ZERO COASTER
FANTA ZERO COASTER（ファンタ・ゼロ・コースター）は日本のスリーピースバンドである。1999年12月結成。2000年9月ポリドールよりメジャーデビュー。2003年プライムディレクションHiBOOMに移籍。2004年3月27日より活動休止。結成20周年を目前にして15年振りの再集結ワンマンライブを、2019年7月6日・7日に代官山LOOPで開催。

## メンバー
- 三原宏之（みはらひろゆき、1982年4月27日 - ）ボーカル・ギター・キーボード。東京都三鷹出身で元ブルーコメッツの、三原綱木とケイアンナの息子。
活動休止後、ソロ活動。2010年7月現在.Samというユニットで活動中。
- 石岡塁（いしおかるい、1981年3月6日 - ）ベース・コーラス。熊本県出身
活動休止後、NIAというバンドで活動。その後、Puff Soulというバンドで活動。現在は様々なアーティストのバックバンドで活動中。
- 渡辺光彦（わたなべみつひこ、1983年5月3日 - ）ドラム・パーカッション・コーラス。東京都出身
活動休止後、UNNATURALというユニットで活動

## ディスコグラフィー

### シングル
- ラッシュアワー（2000年9月27日）
- 休日（2000年11月22日）
- 今のままがいい（2001年1月31日）
- Hey Girl（2001年4月18日）
- JOKER（2001年8月22日）
- ワンダフルLife（2002年7月24日）
- BE STRONGER（2003年2月26日）
- LUCKY BEAT（2003年5月21日）

### デジタル配信シングル
- YELLOW（2019年6月26日）

### アルバム
- Sky Baby（2001年6月6日）
- GALLOP（2003年6月25日）
- FINAL JACK（2004年6月4日）ライブアルバム
- rebooted（2020年9月27日）
- Sky Dandy（2021年9月27日）セルフカバーアルバム

### DVD
- ファンタ・ゼロ・コースターのビデオ大作戦 その1＜スーパーデラックス＞（2002年2月27日）

## タイアップ一覧
| 使用年 | 曲名           | タイアップ                                                             |
| ------ | -------------- | ---------------------------------------------------------------------- |
| 2001年 | 今のままがいい | TBS系『COUNT DOWN TV』2001年2月度オープニングテーマ                    |
| 2001年 | Hey Girl       | フジテレビ系『胸さわぎの土曜日 THRILLING LATE SHOW』テーマソング       |
| 2001年 | JOKER          | フジテレビ系『胸さわぎの土曜日 THRILLING LATE SHOW』エンディングテーマ |
| 2002年 | ワンダフルLife | テレビ東京系アニメ『ふぉうちゅんドッグす』オープニングテーマ           |
| 2003年 | 噂ブギ         | テレビアニメ『ヘイ!ヘイ!シュルーム』エンディングテーマ                 |

## メディア出演

### テレビ
- 胸さわぎの土曜日 THRILLING LATE SHOW（2001年4月14日 - 9月29日、フジテレビ）

### ラジオ
- MOZAIKU NIGHT～No.1 Music Factory～（2001年4月 - 2003年3月、bayfm）